# لیک ساراسوتا (فلوریدا)
لیک ساراسوتا (به انگلیسی: Lake Sarasota) یک منطقهٔ مسکونی در ایالات متحده آمریکا است که در شهرستان ساراسوتا، فلوریدا واقع شده‌است. لیک ساراسوتا ۳٫۶ کیلومتر مربع مساحت و ۴٬۶۵۹ نفر جمعیت دارد و ۹ متر بالاتر از سطح دریا واقع شده‌است.